# Harland Sanders
Harland David Sanders (ismert még mint Sanders ezredes angolul colonel Sanders; Henryville, Indiana, 1890. szeptember 9. – Louisville, 1980. december 16.), amerikai üzletember, aki a Kentucky Fried Chicken (KFC) gyorsétterem-hálózat megalapításáról vált ismertté, később pedig a márka jószolgálati nagykövete és szimbóluma lett.

## Életpályája
Harland David Sanders 1890-ben látta meg a napvilágot egy Henryville környéki farmon, Indiana államban. A főzéshez szükséges alapokat elég korán elsajátította, miután édesapja  hatéves korában meghalt, és édesanyja rábízta kisebb testvérei felügyeletét, valamint a főzést. Hétéves korára már remekül készítette a helyi recepteket. Az ezt követő 30 évben azonban nem a főzéssel foglalkozott, volt biztosítási ügynök, tűzoltó, napszámos, villamosvezető és benzinkutas is. Ez utóbbi foglalkozás vezette vissza a főzéshez, amikor a nagy gazdasági világválság idején a betérő ügyfeleket saját készítésű étellel kínálta saját asztalánál, mert étterme akkor még nem volt. Mivel látta a potenciált ebben, így ezzel kezdett foglalkozni, receptjeit tökéletesítette, és létrehozta saját franchise hálózatát, így 1930-ban megnyitotta első panzióját és éttermét, a Sanders Court and Cafe-t Corbinban.

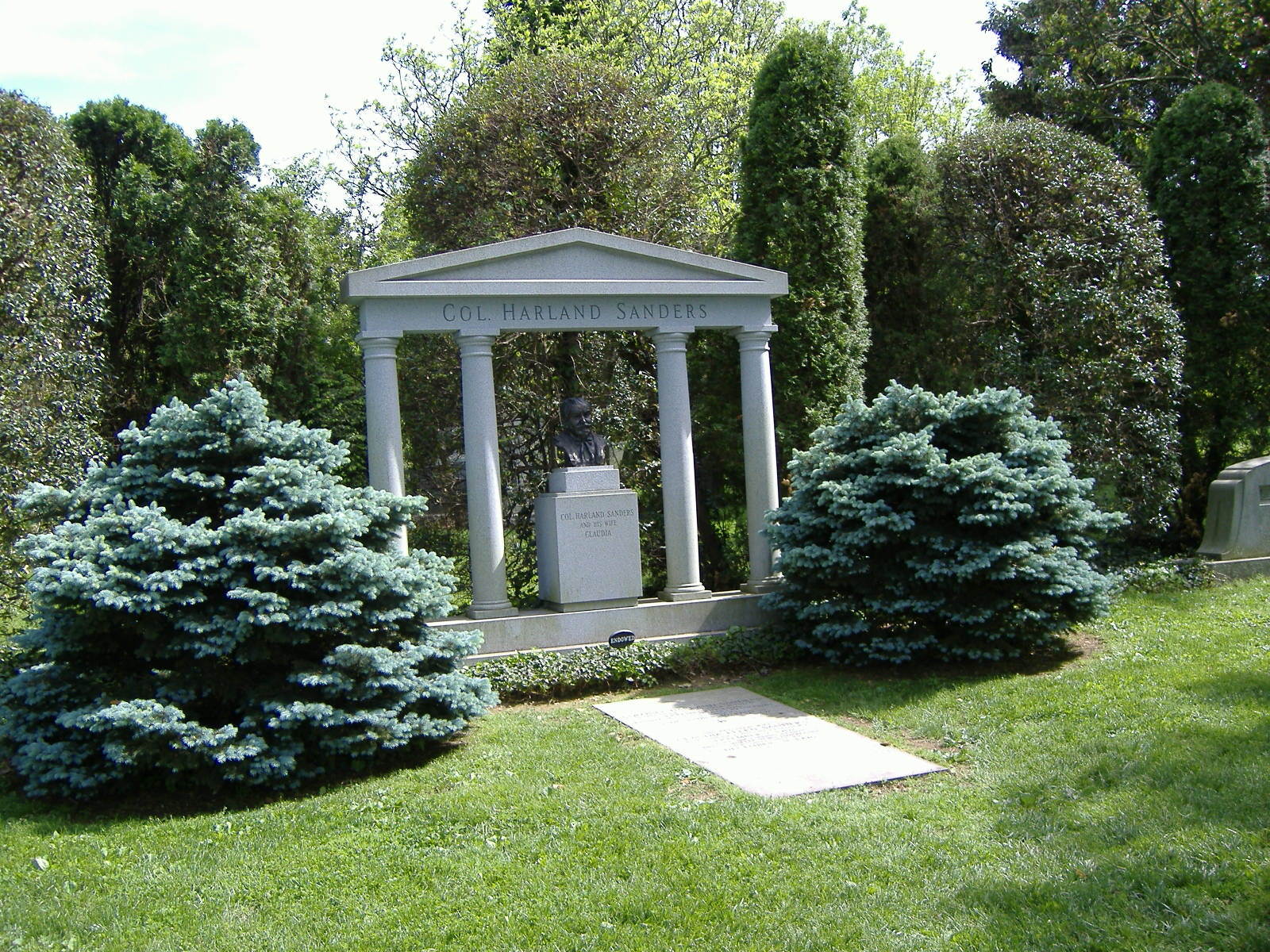
Sanders ezredes sírja

Ekkor még nem létezett a híres, ma is ismert Kentucky panír recept, ezt csak 1940-ben készíti el és fejleszti tökéletesre. Meg volt győződve, hogy az általa kifejlesztett csirkeételekre igény van, ezért 1952-ben új vállalkozást indított: autójával járta az országot étteremről étteremre, hogy főztjével meggyőzze a tulajdonosokat. Ha a válasz kedvező volt, szóbeli egyezséget kötött az étterem vezetőjével, hogy minden, az ő receptje és módszere alapján készült csirke eladása után részesedést kap. Közben 1957-ben a Kentucky Fried Chicken kínálatában először jelennek meg a ma is ismert és vásárolható kosarak. 1964-re Sanders listáján már 600 franchise étterem szerepelt az Egyesült Államokban és Kanadában. Ebben az évben kétmillió dollárért adta el részesedését befektetőknek. Sanders továbbra is a cég szóvivője maradt, melynek hatására egy 1976-os felmérés Sanderst az ország második legismertebb arcává nyilvánította.
Az új tulajdonosok irányítása alatt a Kentucky Fried Chicken Corporation gyors növekedésnek indult, 1965-ben megnyílik az első angliai KFC, York Fishergate negyedében, majd 1966-ban részvényeit is nyilvánossá tették. Ekkorra már több mint 3500 franchise, illetve saját tulajdonú étterem volt világszerte. A Heublein Inc. 1971-ben 285 millió dollárért felvásárolta a vállalatot. Hét évvel később, 1986-ban a PepsiCo Inc. már 840 millió dollárt fizetett a KFC részvényekért.
1980-ban (90 évesen) hunyt el leukémiában. A Louisville-i Cave Hill Cemetery-ben nyugszik.